# Vyšehradští jezdci
Vyšehradští jezdci (někdy též známí jako Královští Vyšehradští jezdci) byl pouliční gang pražské mládeže v první polovině 50. let 20. století, skupina mladých pražských delikventů, původně z řad tzv. pásků. Jejich exemplární soudní potrestání dobová komunistická propaganda jednostranně paušálně prezentovala jako učebnicový příklad úpadku mládeže, která podlehne svodům buržoazní kultury kapitalistického Západu.

## Pozadí
Problém Vyšehradských jezdců a celé revolty generace pásků byl nadčasový problém hodnotného naplňování volného času mládeže. Činnost Vyšehradských jezdců se z drobných deliktů postupně změnila v rozsáhlou kriminální činnost (vyvolávání rvaček v pražských restauracích, loupeže, přepadávání).
V červnu 1953 byli členové gangu pozatýkáni v hostinci U Šrytrů (Vratislavova 32/4, dnes Pod Vyšehradem), kde se pravidelně scházeli. Na konci roku 1953 proběhlo s celou skupinou soudní přelíčení. Vynesené přísné tresty měly být varováním pro zbytek prozápadně orientované mládeže.
Především v letech 1953–1955 byla činnost Vyšehradských jezdců obsáhle komentována v dobových médiích. Zveličování „protistátní“ činnosti Vyšehradských jezdců však mělo na část mládeže přesně opačný efekt. Vyšehradští jezdci se v jistém smyslu stali mezi mládeží populární, takže se komunistické orgány brzy musely potýkat hned s několika jinými skupinami, jejichž členové svůj idealizovaný gang napodobovali.

## Vyšehradští jezdci v literatuře
Z propagandistické bubliny, která provázela proces s Vyšehradskými jezdci, nepřímo čerpá Rudolf Černý ve svém románu Vyšehradští jezdci (Práce, Praha) z roku 1974. Děj jeho románu se však odehrává v období normalizace 70. let. Podobně okrajově je jimi inspirována próza Josefa Vondrušky Vyšehradští jezdci, 1. díl tetralogie A bůh hrál rock’n’roll, z roku 1996 (Felt Technika, Praha).
Knižně byly v roce 2011 vydány faktografické autobiografické vzpomínky Jaboud: Trafouš, páskové, Vyšehradští jezdci a jiné vzpomínky (Praha : NZB), jejichž autor Vyšehradské jezdce znal. Nevěnuje se však pouze jejich gangu, ale plasticky popisuje celkové souvislosti, jak prožíval mládí v Praze padesátých let.
Ve své úvaze o životě dětí a mládeže v rámci komunistického režimu v Československu psala o této kauze i exilová spisovatelka a publicistka Olga Barényi.